# Totální syntéza strychninu

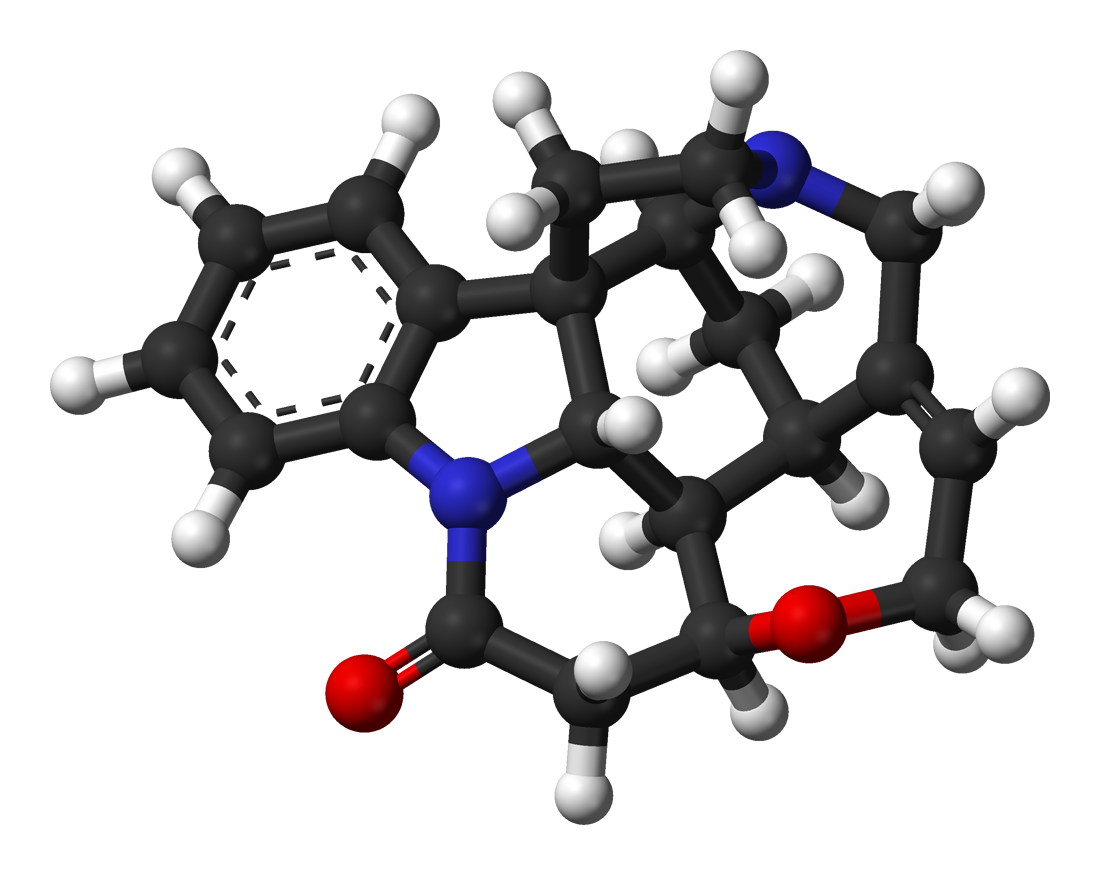
Model molekuly strychninu vytvořený na základě dat z rentgenové krystalografie

Totální syntéza strychninu je označení pro různé posloupnosti chemických reakcí vedoucích k umělé syntéze strychninu. První takový postup popsal Robert Burns Woodward v roce 1954.
Rozvoji metod určování struktury molekul započal s izolací strychninu z kulčiby hořké (Strychnos ignatii), kterou provedli Pierre Joseph Pelletier a Joseph Bienaimé Caventou v roce 1818. Hlavní podíl na tom měli Robert Robinson, který na toto téma vydal přes 250 článků, a Hermann Leuchs se 125 články vydanými v rozmezí 40 let. Robinson získal v roce 1947 Nobelovu cenu za chemii za výzkum alkaloidů, včetně strychninu.
Proces určování chemické struktury byl zakončen v roce 1946 a potvrzen roku 1947. Pomocí rentgenové krystalografie byla mezi roky 1947 a 1951 určena absolutní konfigurace, o což se zasloužili Johannes Martin Bijvoet a J. H. Robertson.
Robert Burns Woodward vydal v roce 1954 kratší (obsahující pouze 3 strany) a v roce 1963 delší (obsahující 42 stran) poznámku k syntéze strychninu.

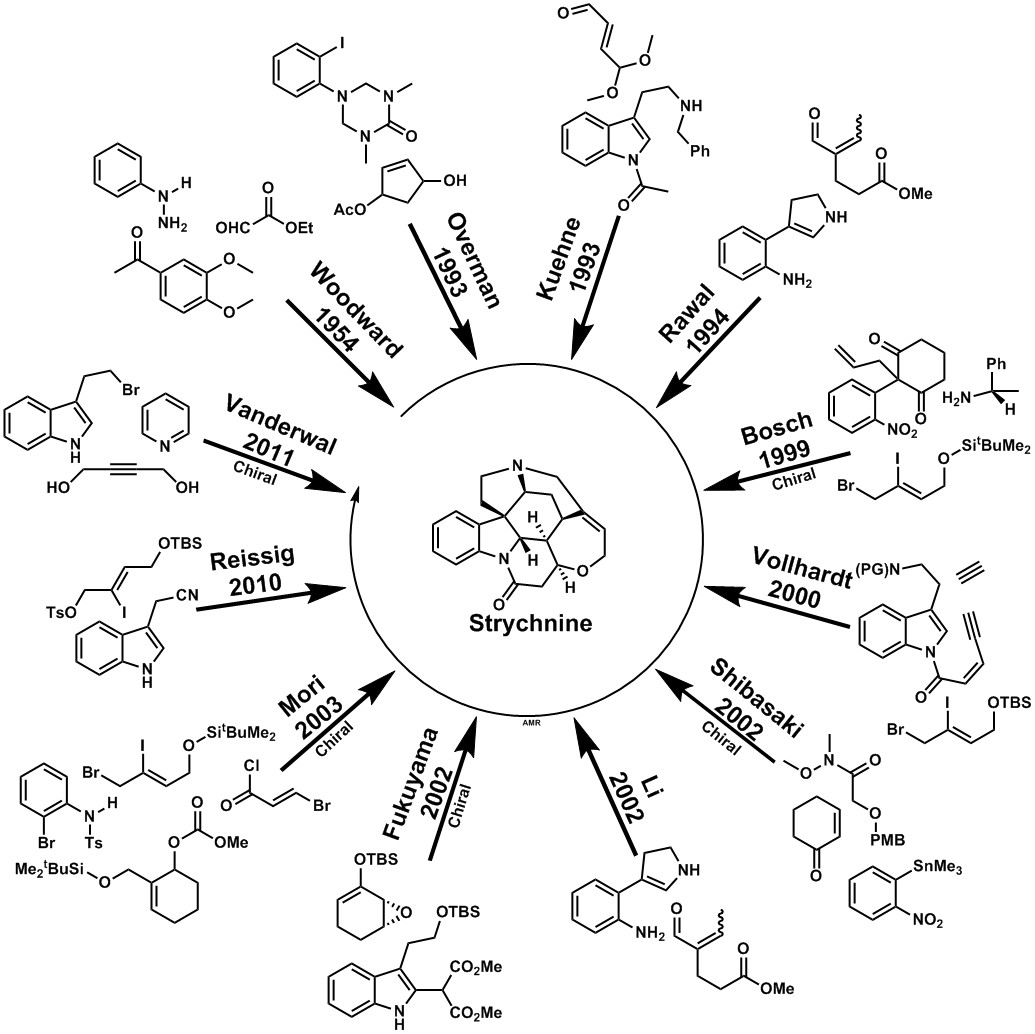
Způsoby přípravy strychninu Vývoj řady z nich trval několik roků. U některých vznikají chirální a u jiných racemické produkty.

Mnoho dalších postupů popsali Philip Magnus, Larry E. Overman, Martin E. Kuehne, V. H. Rawal, Joan Bosch, Peter C. Vollhardt, Miwako Mori, Masakatsu Shibasaki, Li, T. Fukujama Christopher D. Vanderwal  a David W. C. MacMillan. Je také znám syntetický (+)-strychnin. Syntézy racemátu byly zveřejněny v letech 2007 a 2010.
V roce 1963 citoval Woodward tvrzení Roberta Robinsona, že jde o z hlediska velikosti molekuly o nejsložitější látku, která je známa.

## Struktura
Molekula strychninu má souhrnný vzorec C21H22N2O2, se sedmi kruhy v indolinovém systému. Obsahuje terciární amin, karboxamid, alken a ether. Rovněž vykazuje chiralitu, jelikož má 6 asymetrických atomů uhlíku, jeden z nich je kvartérní.

## Woodwardova syntéza

### Syntéza kruhů II a V
Kruh II byl vytvořen pomocí Fischerovy syntézy indolů z fenylhydrazinu 1 a acetoveratronu, látky odvozené od acetofenonu, 2 (katalyzátorem byla kyselina polyfosforečná) za vzniku 2-veratrylindolu 3. Veratrylová skupina brání dalším elektrofilním substitucím do polohy 2 a současně se stává součástí molekuly strychninu. Mannichovou reakcí s formaldehydem a dimethylaminem se vytvořil gramin 4. Alkylací jodmethanem vznikla kvartérní amonná sůl, která podstoupila nukleofilní substitucční reakci s kyanidem sodným na nitril 5, který byl redukován tetrahydridohlinitanem lithným na tryptamin 6. amino-karbonylovou kondenzací s ethylesterem kyseliny glyoxalové za tvorby iminu 7. Reakcí tohoto iminu s tosylchloridem (TsCl) v pyridinu se vytvořila N-tosylová sloučenina 8 obsahující uzavřený řetězec. Tato sloučenina by měla tvořit diastereomerní pár, byla však zjištěna tvorba pouze jednoho diastereomeru, i když nebylo zjišťováno, kterého. Takto vzniklá dvojná vazba se zredukovala tetrahydridoboritanem sodným na indolin 9.

### Syntéza kruhů III a IV
Indolin 9 byl acetylován za tvorby N-acetylu 10 anhydridem kyseliny octové v pyridinu, přičemž se provedlo otevření kruhu na veratrylové skupině pomocí ozonu v roztoku kyseliny octové za vzniku mukonátu 11 (umožněného methoxidovými skupinami, dodávajícími dva elektrony). Odštěpením acetylu a hydrolýzou esteru kyselinou chlorovodíkovou v methanolu vznikl pyridonový ester 12 a izomerizaci exocyklické dvojné vazby na endocyklickou (přičemž zaniklo jedno asymetrické centrum). Následným působením jodovodíku a červeného fosforu byla odstraněna tosylová skupina a zbývající esterové skupiny se přeměnily na dikarboxylovou kyselinu 13. Acetylací a esterifikací v diazomethanu vznikl acetylový diester 14, jenž následně vstoupil do Dieckmanovy kondenzace s methoxidem sodným v methanolu, čímž vznikl enol 15.

### Syntéza kruhu VII
K odstranění alkoholové skupiny na C15 byl enol 15 přeměněn na tosylát 16, reakcí s tosylchloridem v pyridinu, a následně pomocí benzylthiolátu sodného převeden na thioester 17; ten byl poté redukován na nenasycený ester 18 vodíkem za přítomnosti Raneyova niklu. Další redukcí vodíkem, katalyzovanou palladiem na uhlíku se vytvořil nasycený ester 19. Alkalickou hydrolýzou tohoto esteru došlo k epimerizaci na C14.
Tato sloučenina již byla popsána ve studiích rozkladu strychninu. Do tohoto okamžiku byly všechny meziprodukty racemické, zde byla chiralita zavedena chirálním rozlišením s použitím chinidinu.
Uhlík C20 se do řetězce dostal působením acetanhydridu, který vytvořil enolacetát 21. Následně se utvořil volný aminoketon 22 hydrolýzou s využitím kyseliny chlorovodíkové. Kruh VII u meziproduktu23 byl uzavřen oxidací oxidem seleničitým, což bylo opět provázeno epimerizací na C14.
Tvorbu 21 lze provést posloupností acylace, deprotonace, přesmyku s oddělením oxidu uhličitého a opětovné acylace:

### Syntéza kruhu VI
Diketon 23 reagoval s acetylidem sodným za vzniku alkynu 24. Tato sloučenina se zredukovala na alkohol 25 pomocí Lindlarova katalyzátoru a pomocí hydridu lithnohlinitého došlo k odstranění ketonové skupiny u 26. Pokračovalo se allylovým přesmykem na alkohol 27 (isostrychnin) za účasti roztoku bromovodíku v kyselině octové a hydrolýzy kyselinou sírovou. V posledním kroku k získání (−)-strychninu 28 sloučenina 27 reagovala s ethanolovým roztokem hydroxidu draselného, což vedlo k přesmyku na dvojné vazbě C12-13 a uzavření kruhu konjugovanou adicí hydroxylového aniontu.

## Magnusova syntéza
Při Magnusově syntéze byl nejprve připraven jeden z produktů rozkladu strychninu, který lze získat několika kroky z jiného produktu rozkladu, nazývaného Wielandův-Gumlichův aldehyd. V závěrečné části byl z této sloučeniny vytvořen strychnin.

## Overmanova syntéza
Larry E. Overman použil v roce 1993 jako výchozí látku chirální derivát cyklopentenu získaný enzymatickou hydrolýzou cis-1,4-diacetoxycyklopent-2-enu. V několika krocích jej přeměnil na trialkylstannan 2, který poté reagoval s aryljodidem 1 ve Stilleově reakci za přítomnosti oxidu uhelnatého, katalyzátory byly tris(dibenzylidenaceton)dipalladium a trifenylarsan. Sloučenina 3 byla přeměněna na epoxid reakcí s terc-butylhydroperoxidem, potom se karbonylová skupina změnila na alkenovou s využitím Wittigovy reakce Ph3P=CH2 a následně proběhla hydrolýza triisopropylsilylu (TIPS) tetra-n-butylamoniumfluoridem a její náhrada trifluoracetamidem (NH2COCF3) s využitím hydridu sodného (NaH) (4). Cyklizací pomocí NaH následně vedla k otevření epoxidového kruhu a trifluoracetylová skupina byla odstraněna hydroxidem draselným za vzniku azabicyklooktanu 5.
Důležitým krokem byla aza-Copeova-Mannichova reakce spuštěná aminkarbonylovou kondenzací za použití formaldehydu, kde se kvantitativně vytvořila sloučenina 6:
V závěrečné části byl získán strychnin skrz Wielandův-Gumlichův aldehyd (10):
Meziprodukt 6 podstoupil acylaci methylkyanoformiátem a poté mohly být odvázány dvě chránicí skupiny pomocí HCl a MeOH (7). Dvojná vazba C8-C13 prošla redukcí zinkem (v MeOH za přítomnosti H+) na nasycený ester 8. Epimerizací na C13, provedenou methoxidem sodným v MeOH, vznikl beta-ester 9, jenž byl redukován diisobutylaluminiumhydridem na Wielandův-Gumlichův aldehyd 10. Přeměna tohoto aldehydu kyselinou malonovou na (−)-strychnin 11 již byla známa.

## Kuehneova syntéza
Keuhneova syntéza z roku 1993 má za produkt racemický strychnin. Na začátku spolu reagují tryptamin 1 a 4,4-dimethoxy-akrolein 2 za přítomnosti fluoridu boritého na acetal 3 v amino-karbonylové kondenzaci, po níž následuje sigmatropní přesmyk.
Hydrolýzou roztokem kyseliny chloristé vznikne aldehyd 4. Johnsonovou–Coreyovou–Čajkovského reakcí s trimethylsulfoniumjodidem a n-butyllithiem se aldehyd změnil na epoxid, jenž následně reagoval s terciárním aminem na kvartérní amonnou sůl 5 (vytvářely se i jiné produkty cyklizace). Redukcí vodíkem za katalýzy palladiem na uhlíku byla odstraněna benzylová skupina a vznikl alkohol 6, z něhož se další redukcí kyanoborohydridem sodným a acylací acetanhydridem v pyridinu vytvořil meziprodukt 7 jako směs epimerů (na C17). Uzavření kruhu III za tvorby 8 bylo provedeno aldolovou reakcí s bis(trimethylsilyl)amidem lithným (použit byl pouze epimer se správnou konfigurací). Poté následovala další redukce tetrahydridoboritanem sodným a acylace na epimerní diacetát 9.
Eliminační reakcí řízenou diazabicykloundecenem (DBU) se vytvořil nenasycený alkohol 10, jenž Swernovou oxidací vytvořil nestabilní aminoketon 11. V závěrečné části proběhla Hornerova–Wadsworthova–Emmonsova reakce s methyl-2-(diethylfosfono)acetátem na akrylátový ester 12, který vznikl jako směs cis a trans izomerů, které byly na požadovaný trans izomer převedeny fotochemickým přesmykem, pak proběhla redukce esterové skupiny diisobutylaluminiumhydridem (DIBAL) a fluoridem boritým na isostrychnin 13, z nějž racemický strychnin 14 zásaditě katalyzovaným uzavřením kruhu stejně jako ve Woodwardově syntéze.
V roce 1998 získal Keuhne chirální (−)-strychnin z chirálního tryptofanu.

## Rawalova syntéza
V Rawalově syntéze (racemického) strychninu zreagovaly amin 1 a enon 2 aminokarbonylovou kondenzací, následnou reakcí s methylchlorformiátem vznikl trien 3, jenž poté vstoupil do Dielsovy–Alderovy reakce (v benzenu při 185 °C) vytvářející hexen 4. Trojice esterových skupin byla hydrolyzována jodtrimethylsilanem, čímž vznikl po přidání methanolu a sedmi krocích (zahrnujících Dieckmannovu kondenzaci) pentacyklický laktam 5. Následně byl aminovou alkylací připojen čtyřuhlíkatý řetězec 6 a Heckovou reakcí sloučeniny 7 vznikl po odštěpení terc-butyldimethylsilylové (TBS) chránicí skupiny vytvořen isostrychnin 8.
Celková výtěžnost dosáhla 10 % a byla tak nejvyšší, jaké se do té doby podařilo dosáhnout.

## Boschova synntéza
V Boschově syntéze chirálního strychninu (z roku 1999) byla nejprve alkenová skupina dionu 1 přeměněna ozonolýzou na aldehyd a po dvojité redukční aminaci (S)-1-fenylethylaminem vznikl chirální amin 2. Fenylethylový substituent byl odstraněn pomocí ClCO2CHClCH3 a Griecovou eliminací s trimethylsilyl jodidem (TMSI) a bis(trimethylsilyl)aminem (HMDS) byla zavedena enonová skupina. Dalšími reakcemi s fenylselenylchloridem (PhSeCl), ozonem a diisopropylaminem vznikl karbamát 3. Z aminu se odstranila chránící skupina pomocí methanolu a poté proběhla alkylace (Z)-BrCH2CICH=CH2OTBDMS na terciární amin 4. Následovala Heckova reakce a po ní methoxykarbonylace bis(trimethylsilyl)amidem lithným a NCCO2Me na tricyklickou sloučeninou 5. Reakcí s práškovým zinkem v 10% kyselině sírové se odštěpila chránicí TBDMS skupina, redukcí vznikla nitrosloučenina a redukční aminokarbonylovou cyklizací vznikl tetracyklický meziprodukt 6 jako směs epimerů. V poslední části zreagoval Wielandův-Gumlichův aldehyd 7 s hydridem sodným v methanolu na správný epimer, který byl redukován na methylesterové skupině diisobutylaluminiumhydridem.

## Vollhardtova syntéza
Důležitou součástí Vollhardtovy syntézy (racemického) strychninu je trimerizace derivátu tryptaminu 1 with acetylenem a CpCo(C2H4)2 v tetrahydrofuranu při 0 °C za vzniku tricyklické sloučeniny 2 a po odstranění aminové skupiny hydroxidem draselným ve směsi methanolu a vody. Následně došlo působením dusičnanu železitého k [1,8]-konjugované adici a tvorbě tetracyklické sloučeniny 3, aminovou alkylací (Z)-1-brom-4-[(terc-butyldimethylsilyl)oxy]-2-jodbut-2-enem (jako u Rawalovy syntézy) a uhličitanem lithným a následnou izomerizací dienu s využitím isopropoxidu draselného a isopropylalkoholu vznikl enone 4. Heckovou reakcí za přítomnosti octanu palladnatého a trifenylfosfinu se po následné aromatizaci vytvořil pyridon 5, z něhož se redukcí hydridem litnohlinitým po odstranění chránící TBS skupiny vytvořil isostrychnin 6.

## Moriova syntéza
Moriova syntéza, chirálního, (-)-strychninu, popsaná roku 2003, byla první syntézou obsahující asymetrický krok. Její součástí je také velký počet reakcí katalyzovaných palladiem.
Na začátku reaguje N-tosylamin 1 s allylkarbonátem 2 v Cudžiově–Trostově reakci za přítomnosti Pd2(dba)3 a asymetrického ligandu (S-BINAPO) na chirální sekundární amin 3. Desilylací TBDMS skupiny pomocí HCl za vzniku alkoholu, následně přeměněného na nitril 4 působením kyanidu sodného a bromidu fosforitého. Heckovou reakcí za přítomnosti octanu palladnatého a dimetylfenylfosfinu (Me2PPh) a debromací uhličitanem stříbrným se utvoří tricyklická sloučenina 5. Redukcí nitrilu na amin tetrahydridohlinitanem lithným a navázáním terc-butoxykarbonylové skupiny di-terc-butyldikarbonátem (Boc2O) 6 byla následována další allylovou oxidací, za přítomnosti octanu palladnatého, kyseliny octové, benzochinonu a oxidu manganičitého na tetracyklus 7. Hydroboračně-oxidační reakcí s využitím 9-borabicyklo[3.3.1]nonanu (9-BBN) a peroxidu vodíku vznikl alkohol 8, který byl Sewrnovou oxidací přeměněn na keton 9. Reakcí s diisopropylamidem lithným (LDA) a N-fenyltrifluormethansulfonimidem (PhNTf2) se vytvořil triflát enolu 10, z něho byla octanem palladnatým a trifenylfosfinem odštěpena triflátová skupina a vytvořil se alken 11.
Detosylací 11 naftalenidem sodným a amidací 3-bromakryloylchloridem vznikl amid 12, poté se další Heckovou reakcí vytvořil pentacyklus 13. Izomerizací dvojné vazby sodíkem a isopropylalkoholem, odštěpením terc-butyloxykarbonylové (Boc) chránicí skupinykyselinou trifluormethansulfonovou a aminovou alkylací (Z)-BrCH2CICH=CH2OTBDMS se vytvořila sloučenina 14 (stejná jako jeden z Vollhardtových meziproduktů). Nakonec Heckovou reakcí (15) a odstraněním chránicí skupiny (TBDMS) vznikl (−)-isostrychnin 16.

## Šibasakiova syntéza
Šibasakiova syntéza (-)-chirálního strychninu byla druhou popsanou metodou využívající asymetrický krok. Na začátku reagoval cyklohexenon 1 s dimethylmalonátem v asymetrické Michaelově reakci za přítomnosti AlLibis(binaftoxidu) 2, přičemž vzniká chirální diester 3. Jeho ketonová skupina byla ochráněna jako acetal 2-ethyl-2-methyl-1,3-dioxolanem a kyselinou trifluormethansulfonovou a pomocí chloridu lithného v dimethylsulfoxidu při 140 °C byla odstraněna karboxylová skupina monoesteru 4. Poté byl přidán C2 fragment jako Weinrebův amid 5, čímž se vytvořil po přidáni diisopropylamidu lithného PMB ether 6. Keton byl poté kyanoborohydridem sodným a chloridem titaničitým redukován na alkohol, následně se odštěpila voda působením N,N'-dicyklohexylkarbodiimidu a chloridu měďného za vzniku alkenu 7. Po redukci esteru na alkohol diisobutylaluminiumhydridem a navázání triisopropylsilylové chránicí skupiny s využitím triisopropylsilyl-trifluoromethansulfonátu v triethylaminu, následovalo odstranění acetalu kyselinou kanforsulfonovou a tvorba ketonu 8. Poté se vytvořil Saegusovou–Itoovou oxidací enon 9. Jeho převedení na alkohol 10 zajistila Mukaijamova aldolová adice pomocí formaldehydu po níž proběhla, jodace jodem a 4-dimethylaminopyridinem. Její produkt 11 vstoupil do Stilleovy reakce katalyzované tris(dibenzylidenaceton)dipalladiem, trifenylarsinem a jodidem měďným, která vedla ke vzniku derivátu nitrobenzenu 12. Pak vznikl alkohol 13 navázáním SEM chránící skupiny (pomocí SEMCl a i-Pr2NEt) a odštěpením triisopropylsilylu kyselinou fluorovodíkovou.
V druhé části se alkohol 13 změnil na triflát reakcí s  anhydridem kyseliny trifluormethansulfonové za přítomnosti N,N-diisopropylethylaminu, následně byly přidány 2,2-bis(ethylthio)ethylamin 14 a práškový zinek, což spustilo tandemovou reakci vedoucí k redukci nitroskupiny, po 1,4-adici thioaminu a amino-ketokondenzaci se vytvořil indol 16. Reakcí dimethyl(methylthio)sulfoniumtetrafluorboritanu (DMTSF) došlo k thioniovému ataku na C7 za tvorby 17, iminová skupina této sloučeniny byla zredukována kyanoborohydridem sodným s chloridem titaničitým, nově získaná aminoskupina podstoupila acylaci acetanhydridem v pyridinu, proběhlo odštěpení obou alkoholových skupin methoxidem sodným v methanolu a allylalkoholová skupina byla znovu ochráněna triisopropylsilylem. Tímto se umožnilo odstranění ethylthioskupiny (provedené s využitím chloridem nikelnatým a tetrahydridoboritanem sodným ve směsi ethanolu a methanolu) za vzniku 18. Alkohol se zoxidoval na aldehyd Parikhovou–Doeringovou oxidací a oddělením triisopropylsilylové skupiny vznikl poloacetal 19 nazývaný (+)-diabolin, což je acylovaný Wielandův-Gumlichův aldehyd.

## Liova syntéza
Liova syntéza racemického strychninu z roku 2002 vytvořila sloučeninu (číslo 5) již dříve vzniklou v Rawalově syntéze. Hlavní část obsahovala inverzní Dielsova–Alderova reakce of cyklofanu 1 vyvolaná jeho zahříváním s N,N-diethylanilinem (za odštěpení dusíku) následovaná redukcí dvojné vazby a tvorbou sloučeniny 2, jež se přeměnila na 3 tetrahydridoboritanem sodným s kyselinou trifluormethansulfonovou a odštěpení karbamátové chránicí skupiny dichpromanem pyridinia s křemelinou za tvorby 4.

## Fukujamova syntéza
Fukujamova syntéza (-)-strychninu, popsaná roku 2004, začínala u cyklického aminu 1. Chiralita byla do této látky zavedena enzymatickým rozlišením jednoho z prekurzorů. Poté vznikl acyloin 2 Rubottomovou oxidací a následnou hydrolýzou. Oxidačním štěpením pomocí octanu olovičitého se utvořil aldehyd 3, který po oddělení nosylové skupiny s využitím thiofenolu a uhličitanu cesného vyvolal aminkarbonylovou kondenzaci s iminiovým iontem 4, poté reakce pokračovala cyklizací na diester 5, jenž moohl být známými postupy přeměněn na Wielandův-Gumlichův aldehyd.

## Reissigova syntéza
Reissigova syntéza racemického strychninu, popsaná v roce 2010, také vede k tvorbě Rawalova pentacyklu (viz amin 5 u Rawalovy syntézy). Indol 1 byl přeměněn na tetracyklus 2 (společně s ním vznikal vedlejší produkt) jedinou kaskádové reakci za přítomnosti jodidu samarnatého a hexamethylfosforamidu. Redukcí vodíkem za katalýzy Raneyovým niklem vznikl amin 3 a jednonádobovou posloupností reakcí, nejprve s methylchlorformiátem, 4-dimethylaminopyridinem a triethylaminem, poté s methansulfonylchloridem, 4-dimethylaminopyridinem a triethylaminem a nakonec s 1,8-diazabicykloundec-7-enem vznikl Rawal§ův prekurzor 4 s atomy vodíku v potřebné anti konfiguraci.
Původně byl meziprodukt 2 nejprve redukován na imin 5 a následně převeden na karbamát 6 a dehydratován Burgessovým činidlem na dien 7, z něhož redukcí kyanoborohydridem sodným vznikla sloučenina 8 (sodium cyanoborohydride). Atomy vodíku u 8 mají nežádoucí cis-konfiguraci.

## Vanderwalova syntéza
V roce 2011 získala skupina, kterou vedl Christopher D. Vanderwal, strychnin postupem s nejdelší lineární sekvencí tvořenou šesti kroky. Její součástí byla Zinckeova reakce následovaná aniontovou bicyklizací a tandemem Brookova přesmyku s konjugovanou adicí.